# HD 139664
g Lupi
Désignations
HD 139664 est une étoile de la constellation australe du Loup, située à 56,7 années-lumière de la Terre. Elle porte également la désignation de Bayer de g Lupi (abrégé g Lup), HD 139664 étant son identifiant dans le catalogue Henry Draper. L'étoile est visible à l'œil nu avec une magnitude apparente de 4,64. Il s'agit d'une étoile jaune-blanc de la séquence principale qui héberge un disque de débris.

## Environnement stellaire
L'étoile présente une parallaxe annuelle de 57,48 ± 0,13 mas mesurée par le satellite Gaia, ce qui indique qu'elle est distante de 17,40 ± 0,04 pc (∼56,8 al) de la Terre. Elle s'en rapproche à une vitesse radiale héliocentrique de −7,1 km/s. Elle est membre du groupe mouvant d'Hercule-Lyre, une association d'étoiles qui se déplacent ensemble dans l'espace,.
HD 139664 apparaît être une étoile seule. Elle possède un grand nombre de compagnons visuels recensés dans le catalogue d'étoiles doubles de Washington.

## Propriétés
HD 139664 est une étoile jaune-blanc de la séquence principale de type spectral F4V, ce qui indique qu'elle génère son énergie par la fusion de l'hydrogène dans son noyau. Son âge estimé est mal contraint, autour de un milliard d'années, mais l'âge de l'association Hercule-Lyre à laquelle elle appartient est de 257 ± 46 Ma. L'étoile tourne modérément rapidement sur elle-même, montrant une vitesse de rotation projetée de 71,6 km/s. Elle est 1,37 fois plus massive que le Soleil et son rayon est 1,26 fois plus grand que le rayon solaire. Elle est 3,31 fois plus lumineuse que le Soleil et sa température de surface est de 6 704 K.

## Disque de débris
HD 139664 possède un disque de débris en orbite, qui a été directement imagé par le coronographe de l'instrument ACS du télescope spatial Hubble. Le disque apparaît avoir une densité maximale de poussières à une distance de 83 ua de l'étoile, et une limite nette externe à 109 ua. Ces caractéristiques pourraient être dues à des perturbations gravitationnelles exercées par des planètes en orbite autour de l'étoile.